# Kolenmijnen van Bibai
De steenkoolmijnen van Bibai zijn een groep kolenmijnen gelegen rond de stad Bibai op het Japanse eiland Hokkaido. De groep omvat de kleinere mijnen van onder meer Shinbibai, Numagai en Kinki, maar ook de grotere mijnen zoals die van Mitsubishi en die van Mitsui.

## Mitsubishi Bibai-mijn
De Mitsubishi Bibai-mijn werd in 1913 gedolven als de Iida-mijn maar werd in 1915 door Mitsubishi opgekocht en hernoemd tot Mitsubishi Bibai-mijn. Daarna opende Mitsubishi een spoorlijn en werd de mijn samen met die bij Ōyūbari de belangrijkste mijn van het bedrijf. Op het hoogtepunt in 1944 had de mijn een jaarlijkse productie van 1,8 miljoen ton. De mijn sloot in 1973.
Met de sluiting van de mijn vertrokken ook de bewoners.

## Mitsui Bibai-mijn
De Mitsui Bibai-mijn opende in 1928. Alhoewel het een omvangrijke mijn was, was de hoeveelheid steenkool die er werd gewonnen lager dan die van de Mitsubishi Bibia-mijn en in 1963 werd de mijn voortijdig gesloten.
Doordat deze mijn dichter bij het stadscentrum ligt, zijn veel van de mijnwerkerswoningen en andere voorzieningen gespaard gebleven.